# Томашевский, Борис Викторович
Бори́с Ви́кторович Томаше́вский (17 (29) ноября 1890, Санкт-Петербург — 24 августа 1957, Гурзуф) — советский литературовед, теоретик стиха и текстолог, исследователь творчества Пушкина, переводчик, писатель, член Союза советских писателей, заведующий Рукописным отделом и Сектором пушкиноведения Пушкинского Дома.

## Биография
Из-за участия в политических сходках по окончании гимназии (1908) не смог поступить в Политехнический институт. Окончил Льежский университет (1912) с дипломом инженера-электрика. Слушал лекции в Сорбонне.
По возвращении в Россию с 1912 по 1916 годы учился в Петербургском политехническом институте на электро-механическом отделении.
В1915 году выступил с первыми публикациями по инженерным вопросам и на темы литературы. Сблизился с кругом журнала «Аполлон». Участвовал в Первой мировой войне, воевал на австрийском фронте (1915—1918). По окончании войны служил в Москве чиновником статистических отделов различных хозяйственных учреждений. Сблизился с членами Московского лингвистического кружка и вступил в «Общество изучения теории поэтического языка» (ОПОЯЗ).
Переехав в Петроград (1921), стал сотрудником Института русской литературы (Пушкинский дом) и начал читать лекции по текстологии, теории литературы и творчеству А. С. Пушкина в Государственном институте истории искусств. С 1924 года преподавал на кафедре русской литературы Ленинградского университета (профессор с 1942).
Во время кампании против «формальной школы» был уволен из филологических учебных и научных учреждений (1931). Работал преподавателем прикладной математики в Институте путей сообщения. В связи со столетием со дня смерти А. С. Пушкина (1937) получил возможность вернуться к филологической деятельности.
Сын Борис (1909—1974) — поэт, литературовед, специалист по английской литературе, переводчик; дочь Зоя (1922—2010) — архитектор, сын Николай (1924—1993) — литературовед, переводчик. Внучка Мария Николаевна Томашевская (1952—2019) — редактор, античник, переводчик с латинского, древнегреческого, новогреческого и английского.
В 1947 году Борис Викторович и Ирина Николаевна взяли в аренду на 20 лет домик, находящийся на самом мыске Гурзуфской бухты. Дом из четырёх комнат, запечатлён многократно на полотнах К. Коровина и других художников. Здесь в 1911 году жила М. Цветаева. В то время к нему можно было попасть двумя тропами — ныне улице Чехова и переулку Чехова. На соседнем участке ежегодно лето и осень проводила его хозяйка О.Л. Книппер-Чехова. Начавшееся в 1947 году знакомство Томашевских с ней закончилось в её последнее посещение осенью 1951 года.
Последние годы жил и умер в Гурзуфе. Лето 1957 года он проводил, как обычно, в Гурзуфе и каждое утро совершал километровый заплыв. В море 24 августа и настигла его смерть. Он не утонул, а умер в море, и тело его только к вечеру нашли рыбаки. Его похоронили на Гурзуфском кладбище.
Учёному принадлежала идея открытия музея А. С. Пушкина в доме, принадлежавшем генерал-губернатору Новороссии и Бессарабии герцогу Арману-Эммануэлю дю Плесси де Ришельё. В 1820 году в этом доме жил А. С. Пушкин в ходе поездки по Крыму с Раевскими. Сперва это была экспозиция на общественных началах, долго не имела официального статуса. Торжественное открытие музея состоялось лишь через много лет после смерти учёного, в 1989 году.

## Научная деятельность
Составитель первого советского однотомника Пушкина (в 1924—1937 выдержал 9 изданий). Принимал участие в подготовке и редактировании академических изданий сочинений Ф. М. Достоевского, А. Н. Островского, избранных текстов А. П. Чехова, позднее — полного академического собрания сочинений Пушкина (1937—1949). Участвовал в составлении словаря языка Пушкина и издании пушкинских томов «Литературного наследства». Подготовил ряд изданий текстов поэтов XVIII — начала XIX веков в серии «Библиотека поэта».
Основные труды по стиховедению, поэтике, стилистике, текстологии, пушкиноведению, французской поэзии.
Автор книг «Пушкин. Современные проблемы историко-литературного изучения» (1925), «Теория литературы. Поэтика» (1925), «Писатель и книга. Очерк текстологии» (1928; второе издание 1959), «О стихе» (1929), популярного учебника «Краткий курс поэтики» (пятое издание — Л., 1931) и других, а также множества статей.
Труды Томашевского переведены на многие языки.

#### Обобщённое описание особенностей пушкинских ямбов
Б. В. Томашевским было проведено статистическое исследование достаточно большого числа пушкинских текстов. В результате было установлено, что между числом стоп (чётных слогов) в ямбе ({\displaystyle x}) и средним количеством пиррихиев в одной стихотворной строке ({\displaystyle y}) существует вполне определённое соответствие: 
Это значит, что количество пиррихиев прямо пропорционально числу чётных слогов в строке минус слог рифмующий, так как он не участвует в распределении пиррихиев.

### Томашевский и проблема авторства «Тихого Дона»
По свидетельству З. Б. Томашевской, дочери Б. В. Томашевского и филолога И. Н. Медведевой-Томашевской, её родители неоднократно говорили применительно к роману «Тихий Дон» и проблеме его авторства «о возможности отслоения подлинного текста, к этому времени уже буквально утопающего в несметных и противоречивых переделках. Только с чужим текстом можно было так обращаться». Через много лет вдова Б. В. Томашевского И. Н. Медведева-Томашевская начала работу над книгой «Стремя „Тихого Дона“ (загадки романа)», посвящённой авторству романа, которая осталась незавершённой и была издана после её смерти.

## Адреса в Ленинграде
- Дом Придворного конюшенного ведомства («писательская надстройка») — набережная канала Грибоедова, 9.